# Dlhá voda
Dlhá voda – potok w Beskidzie Żywiecko-Orawskim na Słowacji, prawobrzeżny dopływ Półgórzanki. Górny i środkowy bieg w grupie Pilska, w dolnym biegu stanowi granicę między grupą Pilska a Pasmem Mędralowej. Cały tok w granicach powiatu Namiestów.
Źródła na wysokości ok. 1450 m n.p.m. na zachodnich zboczach kopuły szczytowej Pilska. Spływa generalnie w kierunku wschodnim, do wysokości ok. 820 m n.p.m. dość głęboką, całkowicie zalesioną doliną. W pobliżu najwyższych zabudowań Sihelnego, na wysokości ok. 770 m n.p.m., przyjmuje prawobrzeżny dopływ, Suchý potok spływający również z masywu Pilska. Tu wykręca ku północy. Meandrując wśród łąk i pól w rejonie osiedla Biela Farma (już na terenie Orawskiej Półgóry) przyjmuje lewobrzeżny dopływ Ľudmovka spod przełęczy Glinne. Tu ponownie skręca ku wschodowi i wkrótce, na wysokości ok. 695 m n.p.m., uchodzi do Półgórzanki jako jej prawy dopływ.
Prawie cały tok potoku znajduje się w granicach Obszaru Chronionego Krajobrazu Górna Orawa.

## Turystyka
Doliną wzdłuż środkowego odcinka biegu potoku biegną niebieskie  znaki szlaku turystycznego z Orawskiej Półgóry (z osiedla Biela Farma) na Pilsko.